# Porothamnium protensum
Porothamnium protensum är en bladmossart som beskrevs av Brotherus 1909. Porothamnium protensum ingår i släktet Porothamnium och familjen Neckeraceae. Inga underarter finns listade i Catalogue of Life.